# Michael Conway Baker
Michael Conway Baker (* 13. März 1937 in West Palm Beach/Florida) ist ein kanadischer Komponist und Musikpädagoge US-amerikanischer Herkunft.

## Leben
Der Sohn des Komikers und Schauspielers Phil Baker erlebte eine unstete Kindheit. Er lebte an ständig wechselnden Orten und besuchte in zwölf Jahren dreizehn Schulen. 1958 zog er nach Vancouver, dem Geburtsort seiner Mutter, und studierte dort an der University of British Columbia bei Jean Coulthard und Elliot Weisgarber. 1970 erhielt er die kanadische Staatsbürgerschaft. Von 1971 bis 1972 setzte er seine Ausbildung bei Malcolm Arnold an der Johannesen International School of the Arts fort. In England war er 1975 Schüler von Lennox Berkeley.
Von 1972 bis zum Ende der 1980er Jahre unterrichtete Baker Musik an Grundschulen in Vancouver. Er war Composer in Residence des Vancouver School Board und unterrichtete Filmkomposition an der University of British Columbia, am bCapilano College und an der Simon Fraser University. Von 1988 bis 2000 war er Repräsentant der Guild of Canadian Film Composers und 1998 Mitglied im Vorstand der SOCAN.
Neben weit über einhundert klassischen Werken, darunter zahlreiche Instrumentalkonzerte und mehrere Ballettmusiken, komponierte Baker mehr als 200 Musiken für Filme, Fernseh- und Videoproduktionen. Seine Komposition Cinderella – Frozen in Time ist die erste Originalkomposition für ein Eisballett, mit dem Dorothy Hamill und ihre Ice Capades durch Nordamerika und Chile tourten. Mit seinem Konzert für Klavier und Kammerorchester, aufgenommen von Robert Silverman, gewann er 1992 einen Juno Award für die beste klassische Komposition. Für die Musik zu The Grey Fox (Der Fuchs, 1982), One Magic Christmas (Wenn Täume wahr wären, 1985) und John and the Missus (1987) wurde mit je einem Genie Award ausgezeichnet. 1997 wurde er mit dem Order of British Columbia geehrt, 2002 mit der Queen’s Golden Jubilee Medal. 2006 wurde er in die British Columbia Entertainment Hall of Fame aufgenommen.

## Werke
- Sonata für Flöte und Klavier, 1963
- Three Lyric Songs für hohe Stimme, Flöte und Klavier, 1964
- Scherzo für Trompete und Orgel, 1967
- String Quartet No. 1, 1969
- Concert Piece für Orgel, Klavier und Pauken, 1969–70
- Dialogues für Bariton, vierstimmigen gemischten Chor und Orchester, 1970
- Okanagan Landscapes für Klavier und Orchester, 1970
- Counterplay für Viola und Streichorchester, 1971
- Contours für Kontrabass, Cembalo und Streicher, 1972
- Elegy für Flöte und Orgel, 1972
- Piano Trio, 1972
- Music for Six Players für Flöte, Oboe, Streichtrio und Cembalo, 1973
- Four Piano Pieces, 1973
- Five Canadian Folk Songs für Stimme und Klavier, 1973
- Two Lyric Songs für hohe Stimme und Klavier, 1973
- En rapport für zwei Gitarren, 1974
- Concerto for Flute and String Orchestra, 1974
- A Struggle for Dominion für Klavier und Orchester, 1975
- Four Views from a Nursery Tune für Violine, Horn und Klavier, 1975
- Capriccio for Two Pianos, 1975
- Sonata für Klavier, 1975
- Six Songs für Mezzosopran und Klavier, 1975
- Fanfare for Brass für vier Trompeten, vier Hörner, zwei Posaunen, Bassposaune und Tuba, 1976
- Concerto für Klavier und Kammerorchester, 1976
- Duo Concertante für Viola, Violine und Streicher, 1976
- Symphony No.1 ‘Highland’, 1977
- The Unattainable für Mezzosopran und Klavier, 1978
- Three Plus One für Flöte, Violine, Viola und Cello, 1979
- Fanfare to Expo 86, 1983
- Rita Joe: A Tone Poem für Stimme und Orchester, 1983
- Seven Wonders: A Song Cycle für Alt und Klavier, 1983
- Street Scenes für Männerchor und Klavier, 1985
- Four Songs For Ann für Stimme und Kammerorchester, 1985
- Rainforest Suite für Klavier, 1987
- Intermezzo für Flöte und Harfe, 1988
- We Are the ABC’s of Life für Kinderchor unisono, 1988
- Come and Make the Music für Chor, Orgel, Klavier und Glocken, 1988
- On the First Day of Christmas für Chor und Orchester, 1989
- Pacific Suite für Orchester, 1989
- Reflections on a Lost Dream für Violine und Streichorchester, 1989
- Through the Lion’s Gate: Three Perspectives of Vancouver für Orchester, 1989
- Timedancers für Violine, Klarinette und Orchester, 1990
- Cinderella: Frozen in Time (Suite No. 1 und No. 2) für Orchester, 1993
- Summit Concerto für Trompete und Orchester, 1994
- Vancouver Variations für Oboe und Kammerorchester, 1996
- Concerto für Harfe und Orchester, 2000
- Concerto für Klarinette und Streicher, 2001
- Forms for Five für Flöte, Streichtrio und Klavier, 2002